# Cribbs Causeway
Cribbs Causeway - droga istniejąca od czasów rzymskich, której nazwę nadano dużemu centrum handlowemu obsługującemu Bristol i południową część South Gloucestershire. Stanowi część Patchway.